# Robbers on High Street
Die Robbers on High Street sind eine US-amerikanische Indie-Rock-Band aus New York City.

## Bandgeschichte
Ben Trokan und Steven Mercado sind seit ihrer Kindheit befreundet und wuchsen in Poughkeepsie auf, einem Ort im Westen des Dutchess County im US-Bundesstaat New York. Nach der High School zog Trokan nach New York City, wo er auf Tomer Danan traf und mit ihm gemeinsam Musik machte. In Poughkeepsie kam Mercado mit Jeremy Phillips zusammen, einem alten Schulfreund. Zu viert begannen sie im Sommer 2002 mit gemeinsamen Auftritten, nannten sich Robbers on High Street und brachten 2003 eine Single heraus. 2004 veröffentlichte die Band bei New Line Records ihre erste EP Fine Lines und 2005 folgte das Debütalbum Tree City. 2004 und 2005 tourten die Robbers durch die Staaten. 2005 verließ Phillips die Band und wurde durch Morgan King ersetzt, der auch Blechblasinstrumente spielen kann und dies auch auf der Bühne zeigt. Seit 2006 wird die Band bei Live-Auftritten von Matt Trowbridge oder Dave Sherman am Keyboard unterstützt. Nachdem Danan die Band im August 2006 verlassen hatte, übernahm Mikey Post bei Live-Konzerten den Schlagzeugpart. 2006 kam die zweite EP heraus und 2007 erschien mit Grand Animals das zweite Album der Band. Den Rest des Jahres ging die Gruppe auf Promotion-Tour.

## Diskografie

### Alben
- 2005: Tree City (New Line Records)
- 2007: Grand Animals (New Line Records)
- 2011: Hey There Golden Hair  (Rocco Grecco Records)

### EPs
- 2004: Fine Lines (New Line Records)
- 2006: The Fatalist and Friends (New Line Records)

### Singles
- 2003: New Evil/Love Underground (Scratchie Records)
- 2010: Electric Eye (Engine Room Recordings)

### Kompilationsbeiträge
- 2005: Big Winter – Wild X-Mas Soundtrack (New Line Records)
- 2007: The Fatalist – Georgias Gesetz Soundtrack (New Line Records)
- 2008: Married Young – The Glass Remixes & Rarities (Plant Music)